# 24 september
24 september är den 267:e dagen på året i den gregorianska kalendern (268:e under skottår). Det återstår 98 dagar av året.

## Återkommande bemärkelsedagar

### Nationaldagar
- Guinea-Bissaus nationaldag

## Namnsdagar

### I den svenska almanackan
- Nuvarande – Gerhard och Gert
- Föregående i bokstavsordning
  - Gerhard – Namnet infördes på dagens datum 1751, då det ersatte den äldre namnformen Gerhardus, och har funnits där sedan dess.
  - Gerhardus – Namnet infördes, till minne av Ungerns apostel, som hade detta namn, på dagens datum 1680 och fanns där fram till 1751, då det utgick och ersattes av den modernare namnformen Gerhard.
  - Gert – Namnet infördes på dagens datum 1986 och har funnits där sedan dess.
  - Glenn – Namnet infördes på dagens datum 1986, men flyttades 1993 till 4 september och 2001 till 22 april.
  - Robertus – Namnet infördes, till minne av helgonet Robert av Newminster, som levde på 1100-talet, tillsammans med Samuel, på dagens datum 1620, men utgick 1680. 1701 återinfördes det på 7 juni, där det fanns fram till 1901, då det utgick och ersattes av den modernare namnformen Robert.
  - Rupert – Namnet fanns på dagens datum före 1620, då det utgick.
  - Samuel – Namnet infördes, till minne av den gammaltestamentlige profeten Samuel, på dagens datum 1620, men utgick 1680. 1700 återinfördes det på 20 augusti, men flyttades 1901 till 1 september, där det har funnits sedan dess.
- Föregående i kronologisk ordning
  - Före 1620 – Rupert
  - 1620–1679 – Robertus och Samuel
  - 1680–1750 – Gerhardus
  - 1751–1900 – Gerhard
  - 1901–1985 – Gerhard
  - 1986–1992 – Gerhard, Gert och Glenn
  - 1993–2000 – Gerhard och Gert
  - Från 2001 – Gerhard och Gert
- Källor
  - Brylla, Eva (red.). Namnlängdsboken. Gjøvik: Norstedts ordbok, 2000 ISBN 91-7227-204-X
  - af Klintberg, Bengt. Namnen i almanackan. Gjøvik: Norstedts ordbok, 2001 ISBN 91-7227-292-9

### Finlandssvenska almanackan
- Nuvarande från 1929[1] – Alvar
- I föregående revideringar[a][2]
  - inga ändringar sedan 1929

## Händelser
- 366 – Ursinus väljs till motpåve.
- 1636 – Slaget vid Wittstock (egentligen 4 oktober, men den 24 september enligt den julianska kalendern).
- 1853 – Nya Kaledonien blir en fransk besittning.[3]
- 1879 – Göteborgs hästspårväg invigs officiellt.
- 1888 – Örebro kanal invigs.
- 1906 – USA:s första nationalmonumentpark etableras vid klippan Devils Tower i nordöstra Wyoming, på order av president Theodore Roosevelt.
- 1932 – Per Albin Hansson efterträder Felix Hamrin som Sveriges statsminister.[4]
- 1946 – Flygbolaget Cathay Pacific grundas i Hongkong.
- 1948 – Honda grundas.
- 1957 – Camp Nou invigs.
- 1960 – USS Enterprise (CVN-65) sjösätts.
- 1972 – Norge röstar nej till medlemskap i EG.
- 1973 – Guinea-Bissau förklarar sig självständigt från Portugal, som erkänner självständigheten den 10 september året därpå.[5]
- 2000 – Slobodan Milošević förlorar valet i det dåvarande Jugoslavien, trots försök till valfusk.
- 2014 – Den indiska rymdsonden Mangalyaan anländer till planeten Mars.

## Födda
- 15 – Vitellius, romersk kejsare
- 1473 – Georg von Frundsberg, tysk landsknekt
- 1501 – Girolamo Cardano, italiensk uppfinnare och matematiker
- 1513 – Katarina av Sachsen-Lauenburg, drottning av Sverige, gift med Gustav Vasa.
- 1583 – Albrecht von Wallenstein, kejserlig general under trettioåriga kriget
- 1625 – Johan de Witt, nederländsk statsman och matematiker
- 1717 – Horace Walpole, brittisk författare
- 1755
  - Robert Lefèvre, fransk målare
  - John Marshall, amerikansk jurist och politiker
- 1763 – Ezra Butler, amerikansk politiker, guvernör i Vermont
- 1771 – Jean-Andoche Junot, fransk general
- 1837 – Mark Hanna, amerikansk industrialist och republikansk politiker, senator (Ohio)
- 1842 – Emma Livry, fransk ballerina
- 1878 – Ivan Bratt, svensk läkare, alkoholpolitiker och entreprenör
- 1887 – Svend Dahl, dansk biblioteksman
- 1891 – Karin Branzell, svensk operasångare
- 1893 – Blind Lemon Jefferson, amerikansk bluesmusiker
- 1894 – Tommy Armour, skotsk-amerikansk golfspelare, vinnare av tre Majortävlingar
- 1895 – André F. Cournand, fransk-amerikansk fysiolog, mottagare av Nobelpriset i fysiologi eller medicin 1956
- 1896 – F. Scott Fitzgerald, amerikansk författare
- 1898
  - Howard Florey, australisk biokemist, mottagare av Nobelpriset i fysiologi eller medicin 1945
  - Harry Persson, svensk tungviktsboxare
- 1902 – Ruhollah Khomeini, iransk ayatollah, Irans religiöse och politiske ledare
- 1905 – Severo Ochoa, spansk-amerikansk biokemist, mottagare av Nobelpriset i fysiologi eller medicin 1959
- 1911 – Konstantin Tjernenko, sovjetisk politiker, generalsekreterare i Sovjetunionens kommunistiska parti
- 1915 – Joseph Montoya, amerikansk demokratisk politiker, senator (New Mexico)
- 1916 – Anne-Marie Brunius, svensk skådespelare
- 1917 – Otto Günsche, tysk SS-officer
- 1918 – Lennart Lindberg, svensk skådespelare
- 1919 – Lennart Hyland, svensk radio- och tv-personlighet
- 1925 – Ann-Marie Ekbom-Wikström, svensk målare, grafiker och textilkonstnär
- 1928 – Anders Burman, svensk producent och skivbolagsdirektör på Metronome
- 1931 – Anthony Newley, brittisk skådespelare, kompositör, sångare och komiker
- 1932 – Svetlana Beriosova, litauisk ballerina
- 1936 – Jim Henson, amerikansk dockdesigner, dockspelare, filmproducent, filmregissör och manusförfattare
- 1941 – Linda McCartney, amerikanskfödd fotograf etc, Paul McCartneys hustru
- 1942 – Mike Berry, brittisk skådespelare.
- 1945 – Janne Schaffer, svensk gitarrist, medlem i Electric Banana Band
- 1946 – Jerry Donahue, amerikansk countrygitarrist, medlem i Hellecasters
- 1948 – Gordon Clapp, amerikansk skådespelare
- 1949 – Anders Arborelius, svensk biskop för Stockholms katolska stift och kardinal
- 1950
  - Charlotte Atkins, brittisk parlamentsledamot för Labour
  - Kristina Wayborn, svensk-amerikansk skådespelare, Bondbrud och Fröken Sverige
- 1957 – Viveca Ringmar, svensk journalist och programledare i TV
- 1958 – Kevin Sorbo, amerikansk skådespelare
- 1962 – Nia Vardalos, kanadensisk-amerikansk skådespelare
- 1963 – Peter Engman, svensk skådespelare
- 1965 – Anders Limpar, svensk fotbollsspelare, VM-brons och kopia av Svenska Dagbladets guldmedalj 1994
- 1969 – Shawn Crahan, amerikansk musiker, slagverkare i Slipknot
- 1974 – Johnny Munkhammar, svensk författare och debattör
- 1975 – David Vikgren, svensk poet
- 1977
  - Signe Lind, svensk operasångare
  - Linda Thorén, svensk porrskådespelare
- 1980 – John Arne Riise, norsk fotbollsspelare
- 1982 – Antonio Petrović, montenegrinsk vattenpolospelare
- 1983
  - Liam Finn, sångare och musiker
  - Layla Rivera, amerikansk modell och skådespelare
- 1986 – Fredrik Hagberg, svensk högerextremist
- 1987
  - Spencer Treat Clark, amerikansk skådespelare
  - Chris Holder, australisk speedwayförare

## Avlidna
- 366 – Liberius, påve
- 768 – Pippin den lille, kung av frankerriket
- 911 – Ludvig barnet, kung av östfrankiska riket
- 1143 – Innocentius II, påve
- 1180 – Manuel I Komnenos, 61, bysantinsk kejsare
- 1494 – Angelo Poliziano, 40, italiensk författare och humanist
- 1498 – Cristoforo Landino, italiensk humanist
- 1541 – Paracelsus, 47, schweizisk läkare, alkemist och mystiker
- 1685 – Gustaf Otto Stenbock, 71, svensk greve, riksråd, militär och ämbetsman, riksamiral
- 1834
  - Jonas Galusha, 81, amerikansk politiker, guvernör i Vermont
  - Peter I, 35, brasiliansk kejsare
- 1839 – Robert Y. Hayne, 47, amerikansk politiker, senator (South Carolina)
- 1842 – Obadiah German, 76, amerikansk politiker, senator (New York)
- 1852 – prins Gustaf, hertig av Uppland, 25, svensk kompositör
- 1896 – Louis De Geer, svensk politiker, friherre och ämbetsman, Sveriges statsminister, ledamot av Svenska Akademien
- 1901 – Fredrik Åkerblom, svensk tidningsredaktör och riksdagsman
- 1904 – Niels Ryberg Finsen, dansk läkare, mottagare av Nobelpriset i fysiologi eller medicin 1903
- 1920 – Peter Carl Fabergé, rysk guldsmed, mest känd för de så kallade Fabergéäggen
- 1927 – Hjalmar Procopé (poet), finlandssvensk poet
- 1928 – Carl Wilhelmson, svensk målare och konstnär
- 1930 – Otto Mueller, tysk expressionistisk målare och grafiker
- 1940 – Charley Straight, amerikansk pianist, orkesterledare och kompositör
- 1944 – Hugo Thimig, tysk-österrikisk skådespelare och regissör
- 1945 – Hans Geiger, tysk fysiker
- 1955 – Ib Schønberg, dansk skådespelare
- 1959 – James Allred, amerikansk demokratisk politiker och jurist, guvernör i Texas
- 1964 – Gösta Stevens, svensk journalist, manusförfattare, regissör, sångtextförfattare och översättare
- 1967 – Robert van Gulik, holländsk deckarförfattare, doktor i sinologi och diplomat
- 1976 – Paul Douglas, amerikansk ekonom och demokratisk politiker, senator (Illinois)
- 1978
  - Hasso von Manteuffel, tysk general och politiker
  - Nils Nordståhl, svensk skådespelare
- 1996 – Mark Frankel, brittisk skådespelare
- 1997 – Ruth Moberg, svensk skådespelare och operasångare (sopran)
- 2004 – Françoise Sagan, fransk författare
- 2006 – Joel Broyhill, amerikansk republikansk politiker, kongressledamot
- 2007
  - Karl-Gunnar Ellverson, svensk präst och författare
  - André Gorz, österrikisk-fransk politisk filosof
- 2008
  - Kwadwo Baah Wiredu, ghanansk finansminister
  - Bengt Anderberg, 88, svensk författare och översättare
- 2009
  - Susan Atkins, 61, amerikansk mördare, medlem av ”Mansonfamiljen”
  - Karl Frithiofson, 89, svensk landshövding
- 2014
  - Deborah Cavendish, hertiginna av Devonshire, 94, brittisk hertiginna, den yngsta av systrarna Mitford
  - Ailo Gaup, 70, norsk-samisk författare och nåjd
- 2020 – Minoru Takeyama, 86, japansk arkitekt och författare

### Fotnoter
1. ↑  ”Universitetets namnsdagsalmanacka - Universitetets almanacksbyrå”. almanakka.helsinki.fi. Helsingfors universitet. https://almanakka.helsinki.fi/sv/kalender-2025/. Läst 22 februari 2025.
2. ↑  ”Namnsdagsrevideringar - Universitetets almanacksbyrå”. almanakka.helsinki.fi. Helsingfors universitet. https://almanakka.helsinki.fi/sv/namnsdagar/namnsdagsrevideringar.html. Läst 3 oktober 2020.
3. ↑  ”New Caledonia” (på engelska). World Statesmen. http://www.worldstatesmen.org/New_Caledonia.htm. Läst 22 november 2012.
4. ↑  ”Sweden” (på engelska). World Statesmen. http://www.worldstatesmen.org/Sweden.html. Läst 7 november 2012.
5. ↑  ”Guinea-Bissau” (på engelska). World Statesmen. http://www.worldstatesmen.org/Guinea-Bissau.htm. Läst 23 september 2012.